# Jan Roos (mediapersoonlijkheid)
Johannes Hendrikus (Jan) Roos (Alkmaar, 27 januari 1977) is een Nederlands mediapersoonlijkheid, youtuber, columnist en voormalig politicus en journalist. Hij noemt zichzelf ook woordkunstenaar, waarmee hij (al dan niet serieus) in navolging van Akwasi probeert juridisch meer vrijheid te hebben in het doen van potentieel strafbare uitspraken. Roos, oorspronkelijk grafisch ontwerper, werkte van 2007 tot 2010 bij BNR Nieuwsradio, waar hij tijdens het EK voetbal van 2008 een column verzorgde. Van 2010 tot 2015 was hij verbonden aan de omroep PowNed, waarvoor hij korte televisiereportages maakte en copresentator van het opiniërende journalistieke radioprogramma Echte Jannen was. Vanaf augustus 2015 was hij verbonden aan het webforum GeenStijl, waarvoor hij onder meer het interviewprogramma Gesprek Op Niveau maakte, maar op 29 augustus 2016 stopte Roos bij GeenStijl omdat hij de politiek inging: bij VNL nam hij het lijsttrekkerschap op zich. De partij behaalde echter geen zetels. Sinds 2020 plaatst hij samen met Dennis Schouten regelmatig filmpjes op YouTube onder de noemer RoddelPraat.

## Biografie

### Jeugd
Roos stamt naar eigen zeggen uit een atheïstisch nest. Zijn vader was uitbater van speeltuin De Duinrand te Schoorl, en zijn moeder was als styliste werkzaam in de reclamefotografie. Roos groeide op in wisselende materiële omstandigheden.

### Loopbaan
Toen hij achttien was geworden besloten zijn ouders dat hij in Amsterdam moest gaan wonen vanwege zijn vervolgopleiding. Na de voltooiing van die opleiding aan de Grafische School werkte hij vanaf 1999 enkele jaren bij een reclamebureau alvorens vanaf 2003 de School voor de Journalistiek te Utrecht te doorlopen. In 2007 werd hij redacteur bij BNR Nieuwsradio, waar hij tijdens het EK voetbal in 2008 de column Jan Roos geht's loss verzorgde. Het daarop volgende seizoen kreeg hij een dagelijkse column over actuele thema's met de titel La Vie Jan Roos.
Roos stapte per 1 juli 2010 over naar PowNed. Voor deze omroep presenteerde hij op NPO Radio 1 met Jan Heemskerk het programma Echte Jannen. Tevens sprak hij in dit programma wekelijks twee columns uit, eentje als zichzelf ('La Vie Jan Roos') en als een persiflage op programmamaker Martin Šimek. Verder was hij medewerker van het programma PowNews.
Vanaf februari 2015 tot het einde van het seizoen was Roos als verslaggever betrokken bij het door Rutger Castricum gepresenteerde tv-programma Studio Powned, waar hij naar eigen zeggen 'de lullige dingetjes' deed. In deze gedaante werd hij in Nieuwe Revu omschreven als "die rasprovocateur die arme huisvrouwen lastigvalt op de Huishoudbeurs".
Sinds 1 augustus 2015 is Roos niet meer werkzaam bij PowNed. Diezelfde dag begon hij bij het webforum GeenStijl als tv-reporter. Ook was hij campagneleider voor de actie GeenPeil, een campagne van GeenStijl om door middel van een petitie met minimaal 300.000 handtekeningen een referendum af te dwingen over het Associatieverdrag tussen de Europese Unie en Oekraïne. Met bijna 428.000 verzoeken lukte dit ruimschoots: op 6 april 2016 werd het Nederlands referendum over de Associatieovereenkomst tussen de Europese Unie en Oekraïne gehouden. In de maanden voorafgaand aan het referendum voerde Roos campagne voor een 'nee'-stem tegen het associatieverdrag.
Op 29 augustus 2016 werd bekend dat Roos de nieuwe leider werd van politieke partij VoorNederland (VNL). Bij de Tweede Kamerverkiezingen van 2017 behaalde VNL echter geen zetel. Op 8 juni maakte Roos via Twitter bekend dat hij stopte als politiek leider van VNL, vanwege onder meer het teleurstellende resultaat tijdens de verkiezingen. In 2019 meldde hij zich aan bij de partij Forum voor Democratie, maar binnen een jaar zegde hij zijn lidmaatschap weer op.
In 2019 bracht uitgeverij De Blauwe Tijger Roos' debuutroman Crisis uit.
Sinds 2020 maakt Roos samen met Dennis Schouten het programma RoddelPraat op YouTube, waar ze wekelijks nieuws en roddels omtrent BN'ers bespreken. Verder heeft Roos op YouTube een eigen kanaal waar hij sinds augustus 2020 drie keer per week levensmiddelen beoordeelt. In juli 2024 legde de rechter Roos en Schouten een boete op wegens het beledigen van een buurman.

## Privéleven
Roos is gescheiden en heeft drie kinderen. Hij vindt zijn scheiding zijn grootste figuurlijke litteken, omdat hij daardoor zijn kinderen minder ziet. Hij is atheïst.
Op 5 april 2019 werd Roos veroordeeld tot een geldboete wegens mishandeling van een 16-jarige jongen. Die liep onder andere een hersenschudding op. De veroordeling bleef in hoger beroep gehandhaafd. Bovendien diende Roos het slachtoffer 700 euro schadevergoeding te betalen.
Op 29 november 2024 werd Roos bij zijn woning in Bergen aangehouden op verdenking van opruiing. Hij zou in zijn programma Roddelpraat hebben aangezet tot geweld tegen programmamakers van PowNed die op Ameland het Sunneklaasfeest zouden verstoren. Roos werd dezelfde dag op vrije voeten gesteld. De bewuste uitzending van Roddelpraat is door Youtube offline gehaald.
Op het Youtubekanaal De Nieuwe Wereld, gepresenteerd door Marlies Dekkers, vertelt Roos over die aanhouding. Hij toont zich verbolgen over de aanhouding zelf en de gang van zaken eromheen. Zo had hij op het moment van de opname van de uitzending, 7 weken na de aanhouding, nog niets van politie en/of het Openbaar Ministerie vernomen. Wat betreft de verdenking beroept hij zich op satire. Meer specifiek noemt hij zijn uitlatingen een hyperbool. Verder meent hij dergelijke uitspraken straffeloos te mogen doen in zijn rol van woordkunstenaar. 
Roos is een volle neef van de schrijfster Saskia Noort.
- Nederlandse Thesaurus van Auteursnamen: 306150662
- Parlement.com: vk8ge8swh1u0
- Virtual International Authority File: 288969282
- WorldCat: E39PBJgxw9jMBrmPQ4X4Cmd4v3